# Erwan Bastard
Erwan Bastard, né le 9 juin 1998 à Ascoux dans le département du Loiret, est un pilote automobile français.

## Carrière

### GT3

#### 2023: saison complèteGT World Challenge Europe

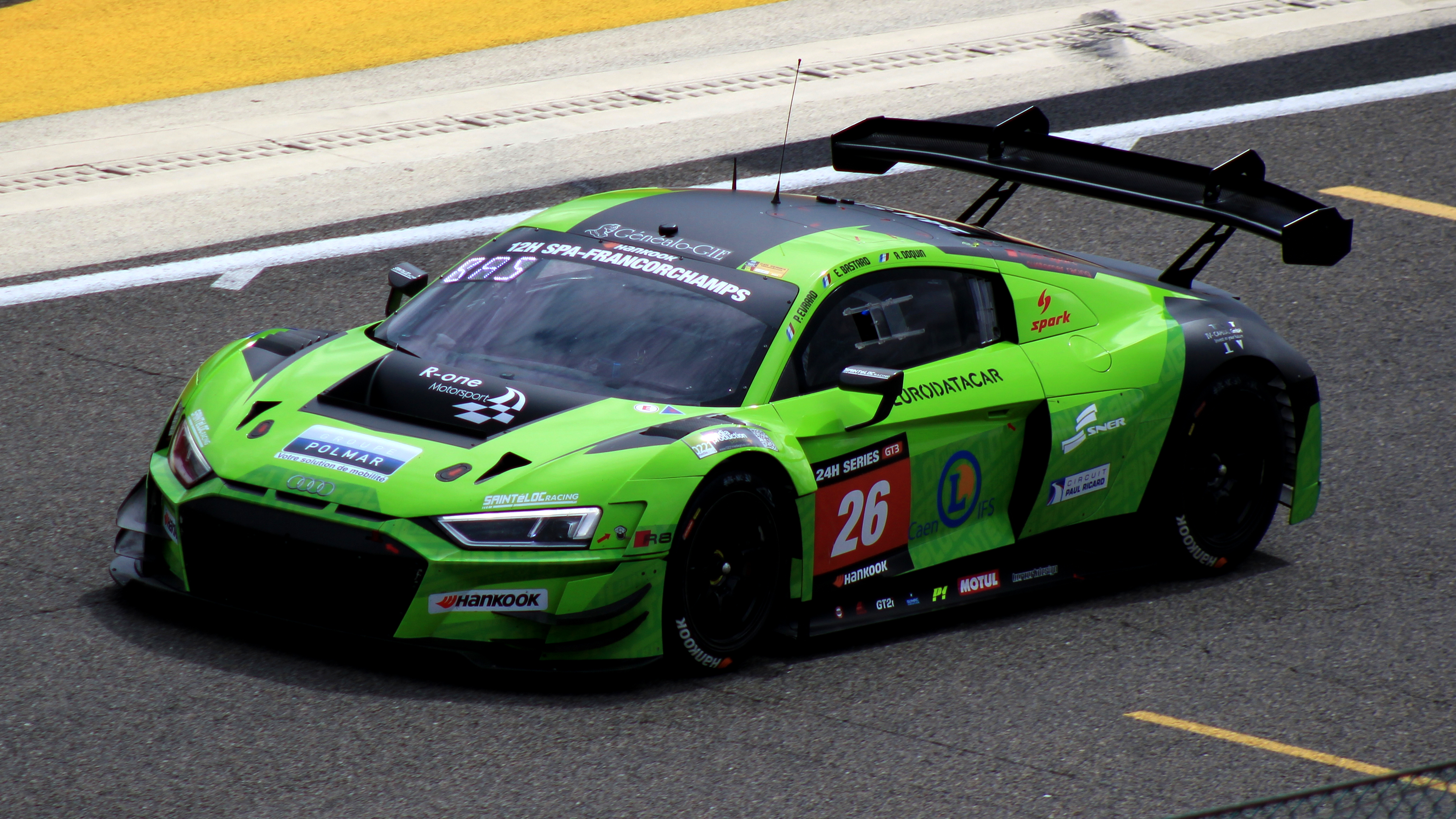
Audi R8 LMS Evo pilotée par Erwan Bastard lors des 12 Heures de Spa-Francorchamps.

Erwan Bastard commence sa saison, toujours avec l'écurie française Saintéloc Racing, en participant au 24 Heures de Dubaï dans la catégorie GT3 au volant d'une Audi R8 LMS GT3 avec comme coéquipiers les pilotes français Simon Gachet, Antoine Doquin et Grégoire Demoustier ainsi que le pilote luxembourgeois Christian Kelders. La course se solde par un abandon après 384 tours de course. Il continue ensuite sa saison en participant aux deux premières manches du championnat des 24H Series, les 12 Heures du Mugello où il finit sur la seconde marche du podium, et les 12 Heures de Spa-Francorchamps qu'il remporte. À la suite de cela, l'écurie annonce l'engagement d'Erwan Bastard dans les championnats GT World Challenge Europe Sprint Cup 2023 dans la catégorie pro et GT World Challenge Europe Endurance Cup 2023 dans la catégorie Silver. Il finit ainsi le championnat GT World Challenge Europe Sprint Cup 2023 en 10e positionet le championnat GT World Challenge Europe Endurance Cup 2023 en 4e position. Il participe également, toujours avec l'écurie française Saintéloc Racing, à quelques courses du Championnat de France FFSA GT,. En fin de saison; il participe aussi à la dernière manche du championnat Ultimate Cup Series 2023 au volant d'une Aston Martin Vantage AMR GT3 pour l'écurie suisse Racing Spirit of Léman. Cette expérience commence avec une pole position et se conclut par une 3e place,.

#### 2024: première saison enChampionnat du monde d'endurance
Après avoir annoncé en décembre 2023 son départ de l'écurie française Saintéloc Racing, Erwan Bastard rejoint l'écurie japonaise D'Station Racing afin de participer au Championnat du monde d'endurance FIA 2024 dans la catégorie LMGT3 au volant d'une Aston Martin Vantage AMR GT3 avec comme coéquipiers le pilote danois Marco Sørensen et le pilote français Clément Mateu,.

## Autres
Erwan Bastard est également ingénieur diplômé de l'École supérieure des techniques aéronautiques et de construction automobile.